# KDM8
KDM8 (англ. Lysine demethylase 8) – білок, який кодується однойменним геном, розташованим у людей на короткому плечі 16-ї хромосоми. Довжина поліпептидного ланцюга білка становить 416 амінокислот, а молекулярна маса — 47 270.
| 10         |  | 20         |  | 30         |  | 40         |  | 50         |
| ---------- |  | ---------- |  | ---------- |  | ---------- |  | ---------- |
| MAGDTHCPAE |  | PLAREGTLWE |  | ALRALLPHSK |  | EDLKLDLGEK |  | VERSVVTLLQ |
| RATELFYEGR |  | RDECLQSSEV |  | ILDYSWEKLN |  | TGTWQDVDKD |  | WRRVYAIGCL |
| LKALCLCQAP |  | EDANTVAAAL |  | RVCDMGLLMG |  | AAILGDILLK |  | VAAILQTHLP |
| GKRPARGSLP |  | EQPCTKKARA |  | DHGLIPDVKL |  | EKTVPRLHRP |  | SLQHFREQFL |
| VPGRPVILKG |  | VADHWPCMQK |  | WSLEYIQEIA |  | GCRTVPVEVG |  | SRYTDEEWSQ |
| TLMTVNEFIS |  | KYIVNEPRDV |  | GYLAQHQLFD |  | QIPELKQDIS |  | IPDYCSLGDG |
| EEEEITINAW |  | FGPQGTISPL |  | HQDPQQNFLV |  | QVMGRKYIRL |  | YSPQESGALY |
| PHDTHLLHNT |  | SQVDVENPDL |  | EKFPKFAKAP |  | FLSCILSPGE |  | ILFIPVKYWH |
| YVRALDLSFS |  | VSFWWS     |  |            |  |            |  |            |

A: Аланін

C: Цистеїн

D: Аспарагінова кислота

E: Глутамінова кислота

F: Фенілаланін

G: Гліцин

H: Гістидин

I: Ізолейцин

K: Лізин

L: Лейцин

M: Метіонін

N: Аспарагін

P: Пролін

Q: Глутамін

R: Аргінін

S: Серин

T: Треонін

V: Валін

W: Триптофан

Кодований геном білок за функціями належить до оксидоредуктаз, регуляторів хроматину. 
Задіяний у таких біологічних процесах, як транскрипція, регуляція транскрипції, клітинний цикл, альтернативний сплайсинг. 
Білок має сайт для зв'язування з іонами металів, іоном заліза. 
Локалізований у ядрі.